# Уддевалла
Уддевалла (швед. Uddevalla) — шведське місто та адміністративний центр однойменної комуни, розташоване в лені Вестра-Йоталанд. Станом на 2010 рік населення міста становило 31 212 осіб. Уддевалла — прибережне місто, розкинулося на південно-східному березі одного з численних фіордів затоки Скагеррак.

## Уродженці
- Сільвія Вретгаммар (* 1945) — шведська співачка.